# Fukuroi

Fukuroi (袋井市 Fukuroi-shi?) este un municipiu din Japonia, prefectura Shizuoka.